# Berak
Berak – wieś w Chorwacji, w żupanii vukowarsko-srijemskiej, w gminie Tompojevci. W 2011 roku liczyła 386 mieszkańców.